# Aslıhan, Uzunköprü
Aslıhan là một xã thuộc huyện Uzunköprü, tỉnh Edirne, Thổ Nhĩ Kỳ. Dân số thời điểm năm 2011 là 639 người.